# Ahmed Mohammed Mahamoud Silanyo

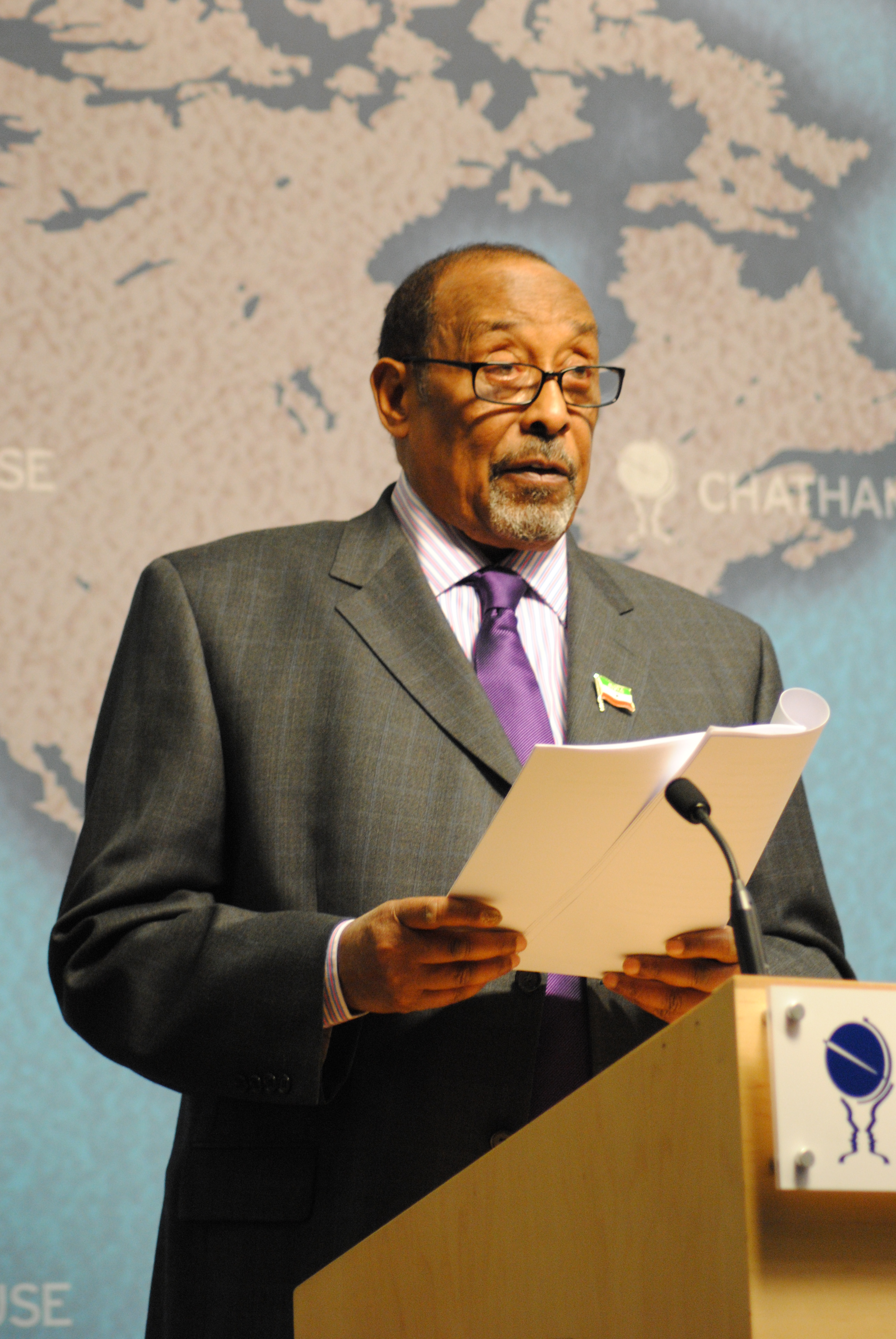
Ahmed Mohammed Mahamoud „Silanyo“ (2010)

Ahmed Mohammed Mahamoud „Silanyo“ (* 1938 in Burao; † 15. November 2024 in Hargeysa, Somaliland) war ein Politiker im international nicht anerkannten Somaliland. Er war Minister in Somalia unter Siad Barre und von 1984 bis 1990 Vorsitzender der rebellischen Somalischen Nationalen Bewegung, die gegen das Barre-Regime kämpfte. 2002 gründete er die Partei Kulmiye und wurde deren Vorsitzender. In den Präsidentschaftswahlen 2010 wurde Silanyo zum Präsidenten Somalilands für 2010–2017 gewählt.

## Leben
Ahmed Mohammed Mahamoud Silanyo gehörte der Clanfamilie der Isaaq an, genauer den Habar Jaʿlo, die in den Regionen Togdheer und Sanaag leben.
Er schloss als Ökonom an der University of Manchester ab und hatte auch einen Abschluss von der London School of Economics.
Unter Siad Barre war Silanyo von 1969 bis 1973 Planungsminister und von 1973 bis 1978 sowie 1980 bis 1982 Handelsminister.
1984 wurde Silanyo auf dem Vierten Kongress der Somalischen Nationalen Bewegung, die als Rebellenbewegung der Isaaq in Nordsomalia gegen Siad Barre kämpfte, zum Vorsitzenden bestimmt. Damit hatte die SNM nun eine zivile Führung. Silanyo öffnete die Organisation auch für ehemalige Funktionäre des Barre-Regimes – woraufhin sich einige hochrangige Regierungsmitglieder wie Abd-ar-Rahman Ahmad Ali Tur von Barre abwandten – sowie für Nicht-Isaaq, die allerdings in der SNM eine kleine Minderheit blieben. Tur wurde im April 1990 am SNM-Kongress im Grenzort Baligubadleh Nachfolger von Silanyo als SNM-Vorsitzender. Mit sechs Jahren hatte Silanyo die längste Amtszeit als Vorsitzender der Organisation.
Nach der Unabhängigkeitserklärung Somalilands 1991 hatte Silanyo verschiedene Ministerposten unter Mohammed Haji Ibrahim Egal inne.
Nach dem Tod Egals 2002 gründete Silanyo die Partei Kulmiye, um an den ersten Mehrparteienwahlen teilzunehmen, und wurde deren Vorsitzender. Kulmiye wurde bei den Kommunalwahlen 2002, den Präsidentschaftswahlen 2003 und den Parlamentswahlen 2005 jeweils zweitstärkste Partei hinter der regierenden UDUB und die größere der zwei Oppositionsparteien. 2003 hatte Silanyo als Präsidentschaftskandidat mit 80 Stimmen Unterschied gegenüber Dahir Riyale Kahin von der UDUB verloren; er focht dieses Ergebnis zunächst an, akzeptierte es aber schließlich um der politischen Stabilität willen.
Die Präsidentschaftswahlen 2010 gewann Silanyo (mit Abdirahman Saylici als Vizepräsident) mit 49,6 % der Stimmen. Er bezeichnete den Einsatz für eine Anerkennung Somalilands als Priorität und bekräftigte die guten Beziehungen zu Äthiopien. Zudem kündigte er an, seine Regierung werde sich auf die Entwicklung des Landes konzentrieren. Die Wahlen, die Mitte 2015 angestanden hätten, wurden auf Grund finanzieller Probleme und Dürre zweieinhalb Jahre verschoben, was jedoch kontrovers diskutiert wurde. Bei den Präsidentschaftswahlen 2017 trat er daher nicht mehr an, sein Nachfolger wurde Muse Bihi Abdi.